# Speedgate
Speedgate é um esporte contemporâneo de equipe conhecido no norte da américa e jogado entre dois times de 6 jogadores cada. Contém dois árbitro que se ocupam do comprimento das regras e do monitoramento da "posse do portão". Foi criado em 2019 pela agência de criação AKQA em colaboração com a Design Week Portland e é o primeiro esporte projetado por uma IA.

## História
O speedgate foi desenvolvido pela AKQA, no início de 2019, inicialmente como um exercício para um evento. A agência treinou uma rede neural e uma GANs (Generative adversarial network) para combinar dados de mais de 400 esportes diferentes para a projeção de um novo. No processo, foram gerados mais de 1.000 resultados de conceitos, regras e modos de jogo até que a equipe encontrou seu favorito. A rede também foi treinada com mais de 10.400 logos para a criação da logotipo oficial do esporte.
Pouco tempo depois de sua criação, a Oregon Sports Authority reconheceu o Speedgate como um esporte oficial no estado de Óregon.

## Regras

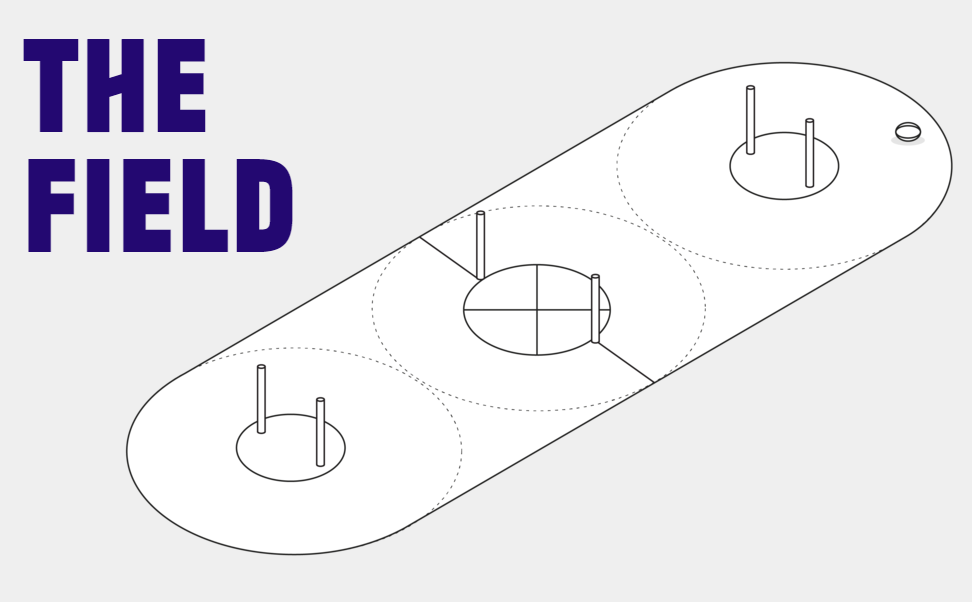

O jogo ocorre em duas equipes. Cada equipe é formada por 6 jogadores: três atacantes que podem se mover livremente pelo campo e três defensores que podem defender o gol ou jogar no meio-campo. Ambas as equipes disputam em uma mesma área com 3 portões abertos e alinhados. O objetivo do jogo é passar a bola entre o portão final para pontuar. Mas, para isso, deve-se estar com a posse do portão.

### O campo
O campo é formado por três círculos de 18m de diâmetro dispostos de uma ponta à outra, criando um campo de aproximadamente 55m. Para cada círculo há um portão e existem diâmetros que marcam uma área ao seu redor. Um portão é formado por duas hastes de 180cm. Elas se alinham em posição horizontal e possuem o meio livre para o passe da bola. O tamanho do espaço entre as hastes variam dependendo do portão (portão central e final). Todas as hastes são equipadas com molas para evitar que alguém se machuque.
Para o portão central, há 6m de espaço entre uma haste e outra e uma área de 6m demarcada ao redor, fazendo com que cada haste fique em uma das pontas do limite do diâmetro. Já os portões ao lado do central (conhecidos como portões finais), possuem 3m de espaço entre suas hastes e ambas as áreas demarcadas têm 4m de diâmetro, deixando pouco mais de meio metro entre as hastes e o limite da área.
A área do portão central possui um X, pois é proibido pisar dentro dela.

### Equipamentos
Atualmente, a bola utilizada em uma partida de Speedgate é a bola de rugby. A bola oficial do jogo está em desenvolvimento.

### O jogo

#### Estrutura do jogo
O jogo se divide em três períodos de 7 minutos, permitindo um intervalo de 2 minutos entre os períodos. No início de uma partida um sorteio decidirá a posse da bola do início do jogo para um dos times. No segundo período, o passe inicial da bola vai para o time perdedor do sorteio. Já no terceiro período, a bola vai para a equipe com a menor pontuação no jogo.
Os pés e as mãos podem tocar na bola. O jogador que estiver com a bola na mão não pode se mover e deve passar ou chutar a bola dentro de 3 segundos. Os jogadores adversários podem ir atrás da bola após o período de 3 segundos. A bola pode tocar no chão e pular é permitido.
No jogo haverá dois árbitros. Um deles estará em campo monitorando o comprimento das regras no jogo e o outro estará na lateral para monitorar a posse do portão.

#### Posse do portão
Uma vez que uma equipe tenha passado a bola pelo portão central, ela tem a posse do portão e é apenas com ela que será válido marcar pontos nos portões finais. A equipe ficará com a posse até que a equipe adversária também passe a bola através do portão central, fazendo uma transferência de posse. Se a bola for para fora do campo, o passe da bola será transferido, mas a posse do portão ainda será da equipe que passou pela última vez no portão central.

#### Portões e pontuação
Para acertar um gol em um portão, deve-se usar um "drop kick" ou um "grubber kick" e a bola deve passar abaixo do topo do portão. É permitido passar a bola entre os portões seja de qualquer direção.
Passar a bola entre um dos portões finais com o passe da bola resulta em 2 pontos, mas se um colega de equipe, após o gol, imediatamente chutar a bola e passá-la pela segunda vez no portão, será um gol de 3 pontos.
Um dos defensores pode ficar dentro da área do portão final a qualquer momento. Para marcar um gol no portão final, não se pode estar dentro da área do portão.
Se a bola for para fora do campo, a equipe adversária fará uma cobrança lateral. E uma vez que um time marque pontos, a posse da bola será transferida, e os defensores deverão voltar ao seu meio-campo antes de continuarem a jogar.

#### Faltas
A agressão física é proibida (chutes, cotoveladas, empurrões e golpes). Portanto, o bloqueio corporal é permitido, mas apenas de forma não agressiva.
Se um jogador atravessar a área do portão central receberá uma falta. 
Se um jogador com a bola sofrer uma falta, e perder a bola, a posse é mantida por aquele jogador. E se uma equipe com a posse de bola cometer uma falta, a posse será transferida e o portão central estará livre para a posse novamente.

#### Prorrogação e empate
Em caso de empate, haverá uma prorrogação feita em três períodos de 3 minutos com intervalos de 1 minuto. Caso a prorrogação termine em empate, uma disputa de pênaltis irá decidir o vencedor. A disputa de pênaltis exige que o jogador passe a bola pelo portão final sem a defesa do goleiro. A equipe com mais pontos vence.